# Long Pine (Nebraska)
Long Pine es una ciudad ubicada en el condado de Brown en el estado estadounidense de Nebraska. En el Censo de 2010 tenía una población de 305 habitantes y una densidad poblacional de 203,39 personas por km².

## Geografía
Long Pine se encuentra ubicada en las coordenadas 42°32′7″N 99°42′10″O / 42.53528, -99.70278. Según la Oficina del Censo de los Estados Unidos, Long Pine tiene una superficie total de 1.5 km², de la cual 1.5 km² corresponden a tierra firme y (0%) 0 km² es agua.

## Demografía
Según el censo de 2010, había 305 personas residiendo en Long Pine. La densidad de población era de 203,39 hab./km². De los 305 habitantes, Long Pine estaba compuesto por el 100% blancos, el 0% eran afroamericanos, el 0% eran amerindios, el 0% eran asiáticos, el 0% eran isleños del Pacífico, el 0% eran de otras razas y el 0% pertenecían a dos o más razas. Del total de la población el 0.33% eran hispanos o latinos de cualquier raza.